# Khăn quàng
Khăn quàng neckerchief hay khăn choàng neckerchief (tiếng Anh: neckerchief) là loại khăn quàng cổ bằng vải hoặc len, khổ dài hoặc khổ vuông, dùng choàng vai hoặc quàng quanh cổ với mục đích giữ ấm, làm đẹp, hoặc là một thành tố trong một số loại đồng phục. Khăn quàng neckerchief được các thủy thủ và hướng đạo sinh mang theo kiểu cách tương tự như một cà vạt. Trong phương ngữ tiếng Việt miền Nam Việt Nam, khăn quàng thường chỉ loại khăn đặc biệt hình tam giác mà các đội viên đội thiếu niên tiền phong (ở Việt Nam cũng như ở các nước xã hội chủ nghĩa trước đây) đeo cùng đồng phục, gọi là khăn quàng đỏ.

## Hải quân
Khi chưa được gấp lại, khăn quàng hải quân gồm có một mảnh vải hình tam giác vuông với đáy dài khoảng 3 bộ. Khi đeo khăn quàng, cạnh huyền của tam giác được cuộn về hướng của góc vuông cho đến khi nào phần lớn của khăn quàng bị thu lại trong cuộn và chỉ chừa lại một tam giác nhỏ.
Các thủy thủ mang khăn quàng có dạng hình vuông và khăn được gấp lại theo đường chéo thành một hình tam giác trước khi cuốn nó, bằng cách bắt đầu cuốn từ góc đỉnh tam giác về phía cạnh huyền của nó. Khăn quàng sau đó được mang phía sau lưng, nằm trên hay dưới cổ áo. Hai đầu đã cuộn, được kéo choàng quanh cổ người đeo cho đến khi chúng gặp nhau phía trước nơi nầy chúng được buột chặt lại với nhau bằng một nút thắt, thí dụ như nút dẹt hoặc bằng một dây thun hay một cái anô.

## Hướng đạo

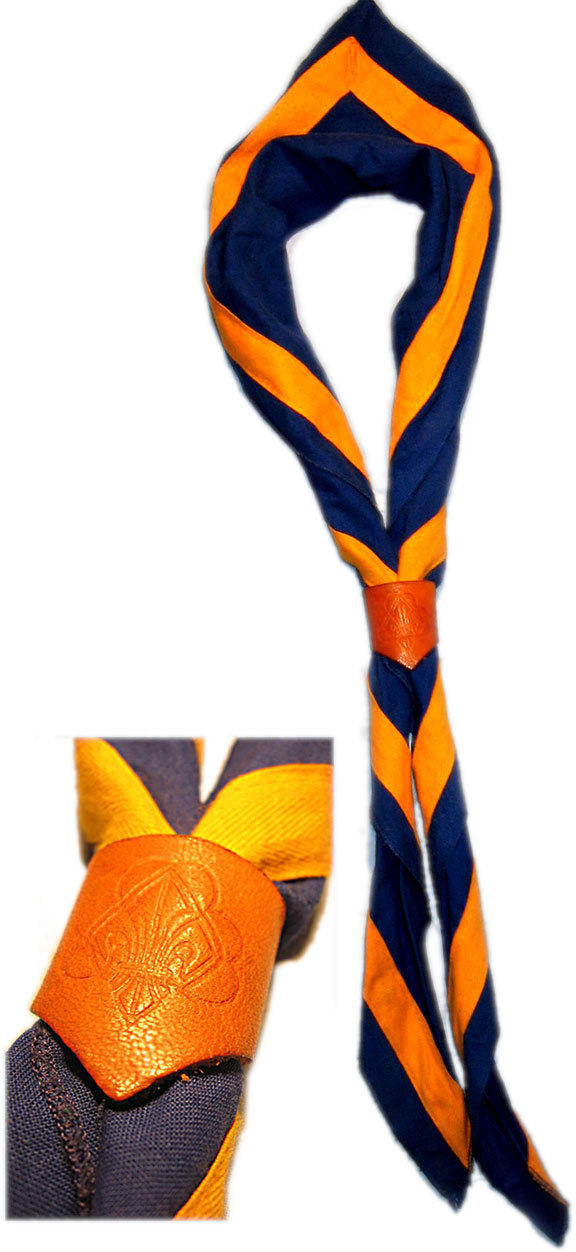
Một khăn quàng Hướng đạo và anô

Một tổ chức mà biến khăn quàng thành một phần không thể thiếu trong đồng phục của nó là phong trào Hướng đạo. Khăn quàng, một vật thuộc nghi thức tổng quát của đồng phục được cho rằng là một vật hoang dã thực tiễn trong truyền thống Hướng đạo. Khăn quàng lúc chưa cuộn lại được thiết kế có khổ hoàn hảo để dùng như một vải băng hình tam giác trong sơ cứu (first aid).
Tại nhiều quốc gia, mỗi đoàn Hướng đạo sử dụng khăn quàng có màu riêng biệt của mình. Màu sắc thường thường là màu của đoàn mà có ý nghĩa lịch sử đặc biệt nào đó đối với đoàn Hướng đạo hay là đối với cộng đồng địa phương.

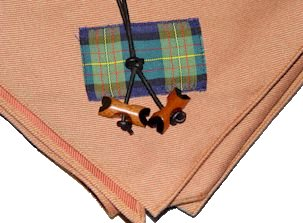
Khăn quàng Công viên Gilwell (có đính một mảnh vải sọc Scotland hình chữ nhật) và hai mẫu gỗ tượng trưng cho Bằng Rừng

### Khăn quàng Công viên Gilwell
Khăn quàng cũng có thể có những nhiệm vụ nghi thức quan trọng trong Hướng đạo. Một thí dụ là khăn quàng Liên đoàn Hướng đạo Đệ nhất Gilwell được trao cho khi hoàn thành khóa học Bằng Rừng.

## Phong trào thiếu niên tiền phong

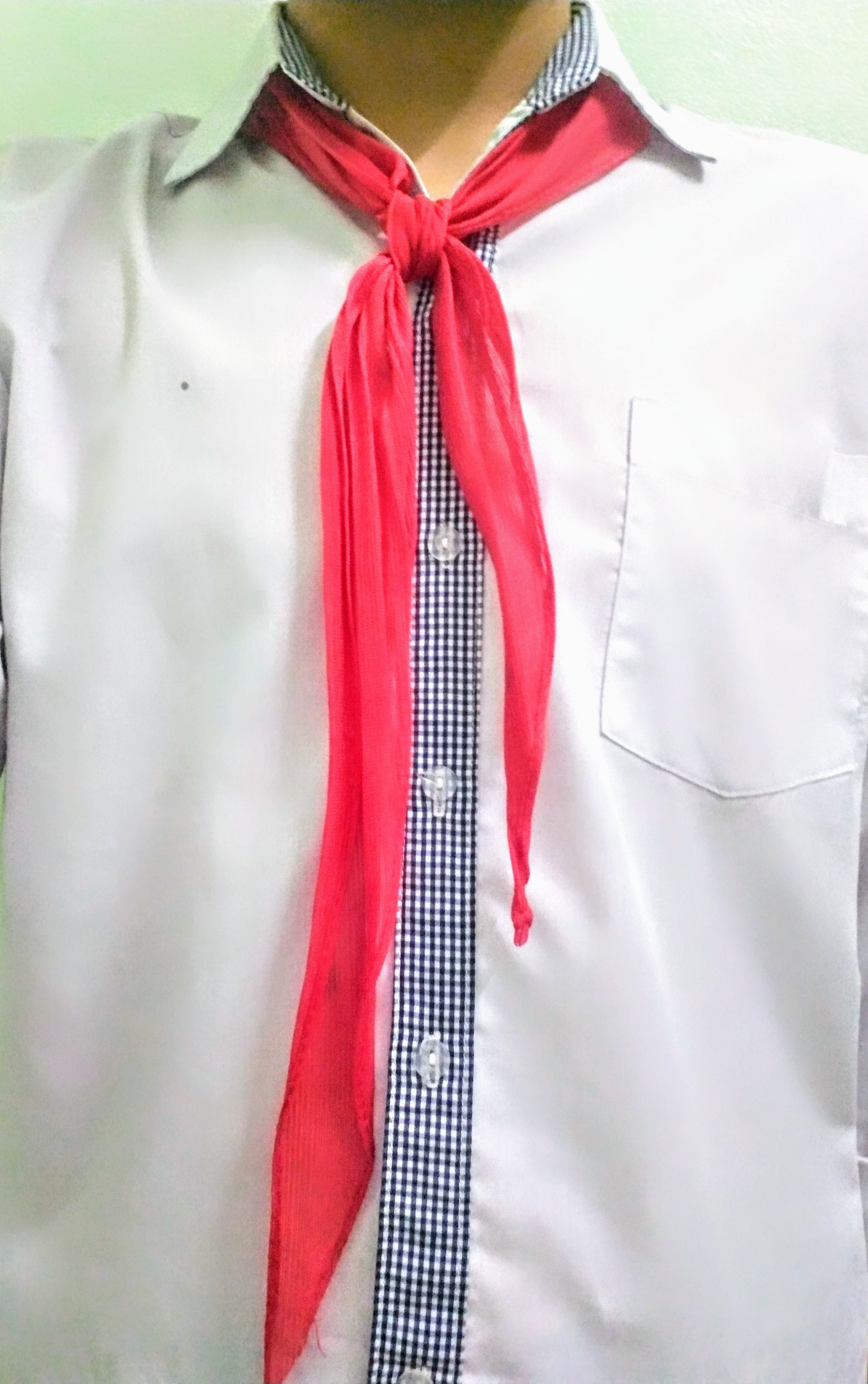
Khăn quàng đỏ của Việt Nam

Khăn quàng của đội viên các đội thiếu niên tiền phong tại các nước thuộc phe xã hội chủ nghĩa cũng có hình dạng và cách thắt gần giống kiểu này, và thường có màu đỏ, được gọi là khăn quàng đỏ. Khăn quảng đỏ hình tam giác tù, quàng dưới ve cổ áo và thắt nút thả hai đầu khăn so le phía trước ngực.

## Việt Nam
Ngoài các loại khăn phổ biến trên thế giới, tại Việt Nam còn có một số loại khăn khác như:
- Khăn rằn: khăn khổ dài bằng vải kẻ ô vuông xanh-trắng hoặc đen-trắng, thông dụng ở nông thôn miền Nam Việt Nam, là loại khăn mà cả phụ nữ và nam giới đều sử dụng.
- Khăn vuông: loại khăn khổ vuông, thường màu đen, bằng vải thường hoặc nhung the, thường được dùng bởi phụ nữ miền Bắc Việt Nam, có thể dùng để quàng cổ hoặc trùm lên đầu và thắt múi dưới cằm hoặc sau gáy.
- Khăn quàng đỏ: Loại khăn quàng màu đỏ hình tam giác cân thường làm từ vải bông, lụa hoặc valise là một phần đồng phục của các tổ chức thanh - thiếu niên như khăn màu vàng của đoàn sinh phong trào Thiếu Nhi Thánh Thể, khăn quàng đỏ sử dụng cho thiếu niên nhi đồng Đội Thiếu niên Tiền phong Hồ Chí Minh khi đến trường.